# HMS Danae (D44)
HMS Danae (D41) là một tàu tuần dương hạng nhẹ của Hải quân Hoàng gia Anh Quốc, là chiếc dẫn đầu của lớp Danae vốn còn được gọi là lớp D. Hoàn tất vào lúc Chiến tranh Thế giới thứ nhất sắp kết thúc, nó đã phục vụ cho Hải quân Hoàng gia trong suốt giai đoạn giữa hai cuộc thế chiến, và với Hải quân Ba Lan trong giai đoạn cuối của Chiến tranh Thế giới thứ hai dưới tên gọi ORP Conrad trước khi bị tháo dỡ vào năm 1948.

## Thiết kế và chế tạo
Danae được đặt lườn vào ngày 1 tháng 12 năm 1916 tại xưởng đóng tàu của hãng Armstrong Whitworth ở Walker-on-Tyne và được hạ thủy vào ngày 26 tháng 1 năm 1918. Là chiếc dẫn đầu trong lớp, Danae là một trong những tàu tuần dương nhanh nhất vào lúc đó. Được cung cấp động lực bởi hai động cơ turbine hơi nước Brown-Curtis công suất 40.000 mã lực, 6 nồi hơi và 2 chân vịt, nó có thể di chuyển với vận tốc 29 hải lý trên giờ (50 km/h); và với số lượng nhiên liệu 1.060 tấn dầu đốt mang theo, nó có tầm hoạt động 1.480 hải lý ở tốc độ 29 knot hoặc 6.700 hải lý ở tốc độ 10 knot. Nó cũng được bọc thép khá tươm tất, với hông lườn tàu và sàn chỉ huy được bảo vệ bằng thép tôi dày 76 mm (3 inch), thùng nhiên liệu và hầm đạn được bọc thép 57 mm (2¼ inch), và sàn tàu chính bọc thép 25 mm (2 inch).

## Lịch sử hoạt động
Được phân về Hải đội Tuần dương nhẹ 5 đặt căn cứ tại Harwich, Danae đã tham gia nhiều cuộc tuần tra tại Bắc Hải trong những tháng cuối cùng của Chiến tranh Thế giới thứ nhật. Từ tháng 10 đến tháng 11 năm 1919, nó chuyển sang hoạt động tại vùng biển Baltic, hỗ trợ cho lực lượng Bạch Vệ trong cuộc Nội chiến Nga cùng với các tàu chị em HMS Dragon và HMS Dauntless. Vào tháng 2 năm 1920, nó được phân về Hải đội Tuần dương 1 của Hạm đội Đại Tây Dương.

### Chuyến đi vòng quanh thế giới

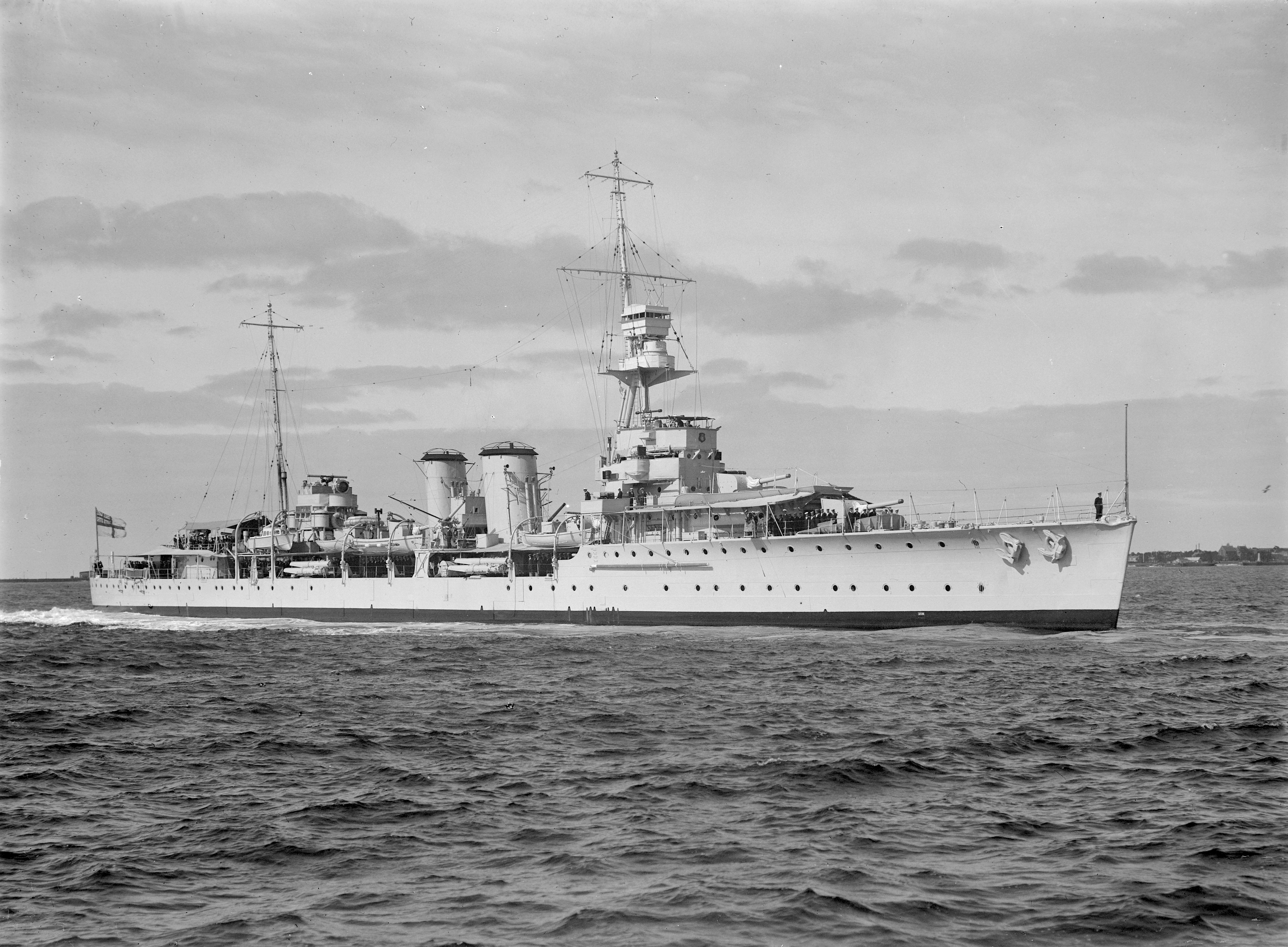
HMS Danae vào năm 1937

Vào năm 1923, Danae được phân về Hải đội Đặc nhiệm, một hạm đội hải quân được thành lập nhằm mục đích tuyên truyền, bao gồm các tàu chiến-tuần dương HMS Hood và Repulse, các tàu tuần dương HMS Delhi, Dragon, Dauntless và Dunedin cùng 9 tàu khác (đa số là tàu khu trục), và lên đường cho một chuyến đi vòng quanh thế giới. Hải đội rời Devonport vào ngày 27 tháng 11 hướng đến Freetown thuộc Sierra Leone. Sau đó lực lượng đặc nhiệm lần lượt viếng thăm Cape Town, Port Elizabeth, East London và Durban, nơi nó đến vào đúng ngày cuối năm. Ngày hôm sau, hải đội lên đường đi Zanzibar, rồi viếng thăm Trincomalee, Singapore, Albany, Adelaide, Melbourne, Hobart và Sydney, nơi nó khởi hành đi Wellington thuộc New Zealand. Nó rời cảng này vào tháng 5, và vào ngày 16 tháng 5 có chuyến viếng thăm ngắn Suva và Samara thuộc Fiji, rồi ghé thăm Honolulu vào ngày 6 tháng 6, Victoria ngày 25 tháng 6, Vancouver và sau đó là San Francisco cho đến ngày 11 tháng 7. Sau đó hải đội được cho tách ra, và chiếc tàu tuần dương hạng nhẹ hướng trở về Anh Quốc ngang qua kênh đào Panama và nhiều cảng tại Nam Mỹ, bao gồm Guyana thuộc Anh, Antilles và Jamaica.
Được chuyển sang Địa Trung Hải, từ năm 1927 đến năm 1929 Danae phục vụ như một tàu hộ tống của Hải đội Tuần dương 1, rồi sau đó nó được rút về Anh để tái trang bị và hiện đại hóa. Quay lại hoạt động thường trực vào năm 1930, nó được đưa về Hải đội Tuần dương 8 đặt căn cứ tại Tây Ấn thuộc Anh. Vào năm 1935, khi Chiến tranh Trung-Nhật nổ ra, nó đã hộ tống nhiều đoàn tàu vận tải triệt thoái từ Thượng Hải đến Hồng Kông và từng bị Hải quân Nhật Bản nổ súng nhắm đến.

### Chiến tranh Thế giới thứ hai
Vào tháng 11 Danae quay về Anh Quốc và được đưa về lực lượng dự bị. Được huy động trở lại vào tháng 7 năm 1939, nó được phối thuộc về Hải đội Tuần dương 9, thoạt tiên hoạt động tại khu vực Nam Đại Tây Dương, và sau đó là tại Ấn Độ Dương từ tháng 10. Vào ngày 23 tháng 3 năm 1940 nó chuyển sang Lực lượng Malaya và đã tham gia nhiều cuộc tuần tra tại khu vực Đông Ấn thuộc Hà Lan và Singapore. Vào ngày 20 tháng 1 nó được biên chế vào Lực lượng Trung Quốc và bắt đầu hộ tống các đoàn tàu vận tải tại Hoàng h̉ai và giữa Đông Ấn thuộc Hà Lan và Ceylon, cùng với các chiếc HMS Durban, HMS Dauntless, HMAS Canberra và HMS Cornwall. Vào ngày 24 tháng 2 nó đi đến Batavia, và từ đây tiếp tục đi đến Colombo, nơi nó rút lui về Cape Town để tái trang bị.
Nó quay trở lại hoạt động cùng hạm đội vào tháng 7 năm 1943, sau 11 tháng trong ụ tàu. Vào tháng 3 năm 1944 nó quay trở về Anh và được điều về Hải đội Tuần dương 1. Trước cuộc Đổ bộ Normandy, nó đi đến khu vực bãi Sword thực hiện các nhiệm vụ hỗ trợ cho lực lượng trên bờ cùng với HMS Ramillies, Warspite, Mauritius, Frobisher, Arethusa và ORP Dragon cùng 10 tàu khu trục thuộc các lớp S, V và Hunt. Đến tháng 7 hải đội di chuyển đến khu vực Port en Bessin và Ouistreham để rồi quay trở về Anh vào tháng 8. Được rút khỏi hoạt động thường trực, nó được sử dụng như một lườn tàu tại cảng Plymouth.

### Hoạt động cùng Hải quân Ba Lan

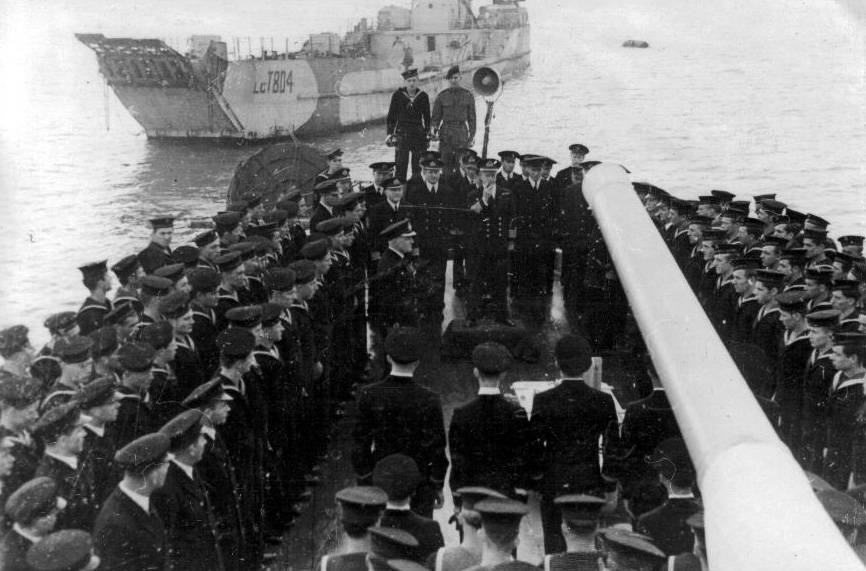
Thủy thủ Ba Lan đang thượng cờ trên chiếc Danae khi nó được chuyển sang hoạt động cùng Hải quân Ba Lan

Sau việc chiếc ORP Dragon bị mất, vào ngày 4 tháng 10, Danae được chuyển cho Hải quân Ba Lan mượn. Là một tàu chị em với ORP Dragon, nó được vận hành hầu hết bởi những người còn sống sót của thủy thủ đoàn chiếc tàu tiền nhiệm. Được chỉ huy bởi Trung tá Hải quân Stanisław Dzienisiewicz, nó được tân trang tại Southampton và sau đó là Chatham cho đến ngày 23 tháng 1 năm 1945. Thoạt tiên nó được dự định đặt tên là "ORP Wilno" hoặc "ORP Lwów", theo tên các thành phố Wilno (Vilnius) và Lwów (Lviv). Điều này được xem là có nguy cơ gây tranh cãi: mặc dù chúng là một phần của Ba Lan cho đến lúc sau chiến tranh, phần lãnh thổ này đang bị Liên Xô tranh chấp. Các quan chức Anh không muốn xúc phạm đến người Xô Viết, nên đã chọn cái tên trung lập về phương diện chính trị ORP Conrad, được đặt theo tên nhà văn Józef Konrad Korzeniowski, vốn được biết đến với bút danh tiếng Anh Joseph Conrad.
Vào tháng 2, Conrad di chuyển đến Scapa Flow, đến ngày 2 tháng 4 nó sáp nhập vào Hải đội Tuần dương 10, bao gồm HMS Birmingham, Bellona, Diadem và Dido, nhưng lại được rút ra để sửa chữa turbine bị hư hại một tuần sau đó. Nó chỉ rời xưởng tàu vào ngày 30 tháng 5, ba tuần sau khi chiến tranh đã kết thúc tại châu Âu. Được điều về Phân hạm đội Khu trục 29 cùng với HMS Zodiac, Zephyr và Zest, nó trú đóng một thời gian ngắn tại cảng Wilhelmshaven, căn cứ chính của Hải quân Đức vừa mới được Sư đoàn Thiết giáp 1 Ba Lan chiếm đóng.

### Sau chiến tranh
Cho đến cuối năm 1945, Conrad phục vụ như là tàu vận tải, vận chuyển hàng cứu trợ của Hội Chữ thập đỏ Ba Lan đến Na Uy và Đan Mạch. Vào tháng 1 năm 1946, nó quay trở về Rosyth, hoạt động huấn luyện cùng với những tàu khác của Hải quân Ba Lan: ORP Błyskawica, ORP Piorun và ORP Garland. Vào ngày 8 tháng 3 năm 1946 các con tàu được cho ngưng hoạt động khỏi Hạm đội Nhà và các thủy thủ đoàn Ba Lan bắt đầu chuẩn bị chuyển giao chúng trở lại cho Anh. Đến tháng 8 nhân sự trên các con tàu giảm còn 50%, và vào ngày 28 tháng 9 nó được chính thức trả cho Hải quân Hoàng gia Anh. Nó được đổi tên trở lại thành HMS Danae và di chuyển đến Falmouth. Đến ngày 22 tháng 1 năm 1948 nó được bán cho hãng T.W. Ward để tháo dỡ, và công việc được tiến hành từ ngày 27 tháng 3 năm 1948 tại xưởng tàu của Vickers Armstrong ở Barrow-in-Furness.